# Nicolae Scarlat Stoenescu
Nicolae Scarlat Stoenescu (n. 21 februarie 1890, Craiova – d. 2 martie 1959, colonia de muncă Culmea) a fost un general în Armata română, creatorul primei divizii blindate românești și politician - ministru de finanțe în guvernul Ion Antonescu.
La 1 septembrie 1908 a intrat ca elev și a urmat cursurile școlii militare de ofițeri de artilerie. A fost înaintat la gradul de sublocotenent la 1 iulie 1910 și repartizat comandant de pluton la Regimentul 9 artilerie. În 1912 a absolvit primul din promoția sa cursurile școlii de aplicație de artilerie.
În primul război mondial, în funcția de comandant al bateriei a doua din Regimentul 21 artilerie, locotenentul Stoenescu a participat la luptele din Transilvania, atrăgând admirația tuturor pentru actele sale de bravură.
La 1 noiembrie 1916 a fost avansat excepțional la gradul de căpitan, iar la 1 septembrie 1917 tot excepțional a fost avansat la gradul de maior.
După doi ani petrecuți pe front, maiorul Stoenescu a fost detașat la serviciul de control de pe lângă Președinția Consiliului de Miniștri în scopul de a contribui la combaterea și înfrânarea speculei și abuzurilor.
De la 1 noiembrie 1920 până la 1 septembrie 1922 a urmat cursurile Școlii Superioare de Război din Franța, promoția 42, absolvită cu calificativul Foarte Bine cu distincție. Comandantul școlii l-a notat astfel: „maiorul Stoenescu, din armata română, este un ofițer remarcabil, înzestrat cu inteligență iute și fină, cu judecată dreaptă, cu multă metodă și mare putere de muncă; s-a arătat foarte bun cunoscător al metodelor și procedeelor noastre, cu decizii întotdeauna gândite și limpede motivate”.
Revenit în țară a fost mutat în Marele Stat Major, apoi la Școala Superioară de Război unde a fost profesor de tactică generală. La 1 iulie 1927 a fost avansat la gradul de locotenent-colonel. Între 1926 și 1929, cu o pauză de 1 an a fost detașat la cabinetul mareșalului Averescu. Acesta declara: „Acest ofițer distins merită, pot zice este chiar în interesul armatei să meargă înainte în carieră, cât se poate de repede, pentru ca să aibă o rază de activitate mai mare, atât cât forțele fizice și intelectuale sunt la apogeu. Pentru aceste considerațiuni ... îl propun la înaintarea la gradul de colonel și a i se încredința comanda unui regiment.” Astfel, la 15 aprilie 1933 a fost avansat la gradul de colonel și până la 15 iunie 1935 a fost comandantul Regimentului 2 artilerie grea.
De la 7 iunie 1938 a comandat Brigada 4 artilerie. La 27 februarie 1939 a fost avansat la gradul de general de brigadă și numit la 1 iulie 1939 comandantul Brigăzii 1 fortificații. După ce în 1940 a îndeplinit funcția de secretar general al Ministerului Apărării Naționale, la 10 ianuarie 1941 a fost numit prin Înalt Decret comandantul diviziei 1 blindate.
Această strălucită carieră militară a fost întreruptă prin numirea sa ca ministru al finanțelor în guvernul Ion Antonescu, (27 ianuarie 1941 - 1 noiembrie 1942).
La 1 noiembrie 1942 a fost avansat la gradul de general de divizie și numit Directorul superior al Învățământului Militar.
La 1 aprilie 1943, a revenit la comanda Diviziei 1 blindate.
La 4 aprilie 1944 a fost numit comandantul Corpului 4 Armată, care s-a distins în cadrul operațiilor pe frontul de vest în toamna anului 1944. Corpul 4 Armată a executat continuu, timp de 12 zile marșuri forțate cu etape mari de 50 de km, uneori atingând chiar și 80 de km, răsturnând toate recordurile în această direcție. Fără nici o zi de repaus, în 15 octombrie 1944, Corpul 4 Armată a trecut Tisa, intervenind imediat în luptă, atacând un inamic puternic organizat. Pentru strălucitele fapte de arme, acesta a fost citat prin ordin de zi pe Armata 1 de comandantul acesteia, generalul de corp de armată Nicolae Macici.
După instalarea guvernului Petru Groza generalul de divizie Nicolae Stoenescu a fost trecut din oficiu în poziția de rezervă, alături de alți generali, prin decretul nr. 860 din 24 martie 1945, invocându-se legea nr. 166, adoptată prin decretul nr. 768 din 19 martie 1945, pentru „trecerea din oficiu în rezervă a personalului activ al armatei care prisosește peste nevoile de încadrare”.
Pentru faptul că a fost ministru de finanțe în timpul guvernării mareșalului Ion Antonescu, a fost arestat la 18 mai 1945 (la interogatoriu a declarat că Basarabia este o provincie românească) și acuzat că „a făcut parte din guvernul care a pregătit și declarat război Rusiei Sovietice”, iar în calitate de ministru al finanțelor „ a semnat o serie de legi cu caracter rasial și a contribuit la aservirea economică a țării în detrimentul poporului român”. La 8 octombrie 1946 a fost condamnat la 10 ani de muncă silnică și degradare civică pe timp de cinci ani.
În anul 1952, generalul Nicolae Stoenescu a fost acuzat și judecat  pentru faptul că în primăvara anului 1944, în calitate de comandant al Corpului 4 Armată, ar fi aprobat executarea a trei ostași dezertori. Stoenescu a fost condamnat la 10 ani de muncă silnică.
După expirarea pedepsei, la 26 august 1958 nu a fost pus în libertate, ci a fost încadrat în colonia de muncă Culmea, unde a decedat în dimineața zilei de 2 martie 1959.

## Decorații
- Ordinul „Coroana României” în gradul de Comandor (8 iunie 1940)[3]